# Якоб, Александр Эдмундович
Алекса́ндр Эдму́ндович Я́коб (род. 14 июля 1958 года, Свердловск, РСФСР, СССР) — российский политик, глава администрации города Екатеринбурга (2010—2018).

## Биография
Родился 14 июля 1958 года в Свердловске. Окончил Свердловский монтажный техникум.
В 1975—1977 годах работал регулировщиком радиоаппаратуры на Свердловском заводе электроавтоматики.
В 1977 году перешёл на работу в Свердловский завод электромедицинской аппаратуры (ЭМА), где до 1989 года работал электромонтажником. С 1989 года исполнял обязанности председателя профкома предприятия, а в январе 1995 года возглавил завод в качестве директора.
В апреле 1995 года стал начальником управления ЖКХ Верх-Исетского района.
В феврале 1996 года занял должность заместителя главы администрации Верх-Исетского района.
В 1998 году — факультет государственного управления Российской академии народного хозяйства при Правительстве РФ[уточнить].
В сентябре 2003 года действующий глава района Владимир Терешков стал баллотироваться на пост главы города и Александр Якоб стал исполняющим обязанностями главы района.
1 апреля 2004 года глава Екатеринбурга Аркадий Чернецкий назначил Александра Якоба на должность главы Верх-Исетского района. 12 октября 2006 года назначен на должность первого заместителя главы города (вице-мэра).
Имеет два высших образования — в 1992 году окончил Уральскую государственную юридическую академию, в 1996 году — факультет государственного управления Уральской академии государственной службы.
Женат, имеет двух детей — сын Дмитрий и дочь Елена.
12 октября 2010 года Екатеринбургская городская дума приняла поправки в Устав Екатеринбурга, согласно которым был введен пост Главы администрации Екатеринбурга (т. н. сити-менеджера), на которого возлагаются основные полномочия по управлению городом. Глава администрации не избирается населением, а назначается посредством конкурсного отбора. 13 октября мэр Екатеринбурга Аркадий Чернецкий заявил, что после своего ухода в отставку хотел бы видеть Александра Якоба в роли Главы администрации Екатеринбурга.
7 декабря 2010 года депутатами городской Думы Екатеринбурга назначен на должность главы Администрации города Екатеринбурга.
22 октября 2013 года депутаты городской Думы шестого созыва подтвердили назначение Александра Якоба на должность главы Администрации города Екатеринбурга.

## На посту главы администрации Екатеринбурга

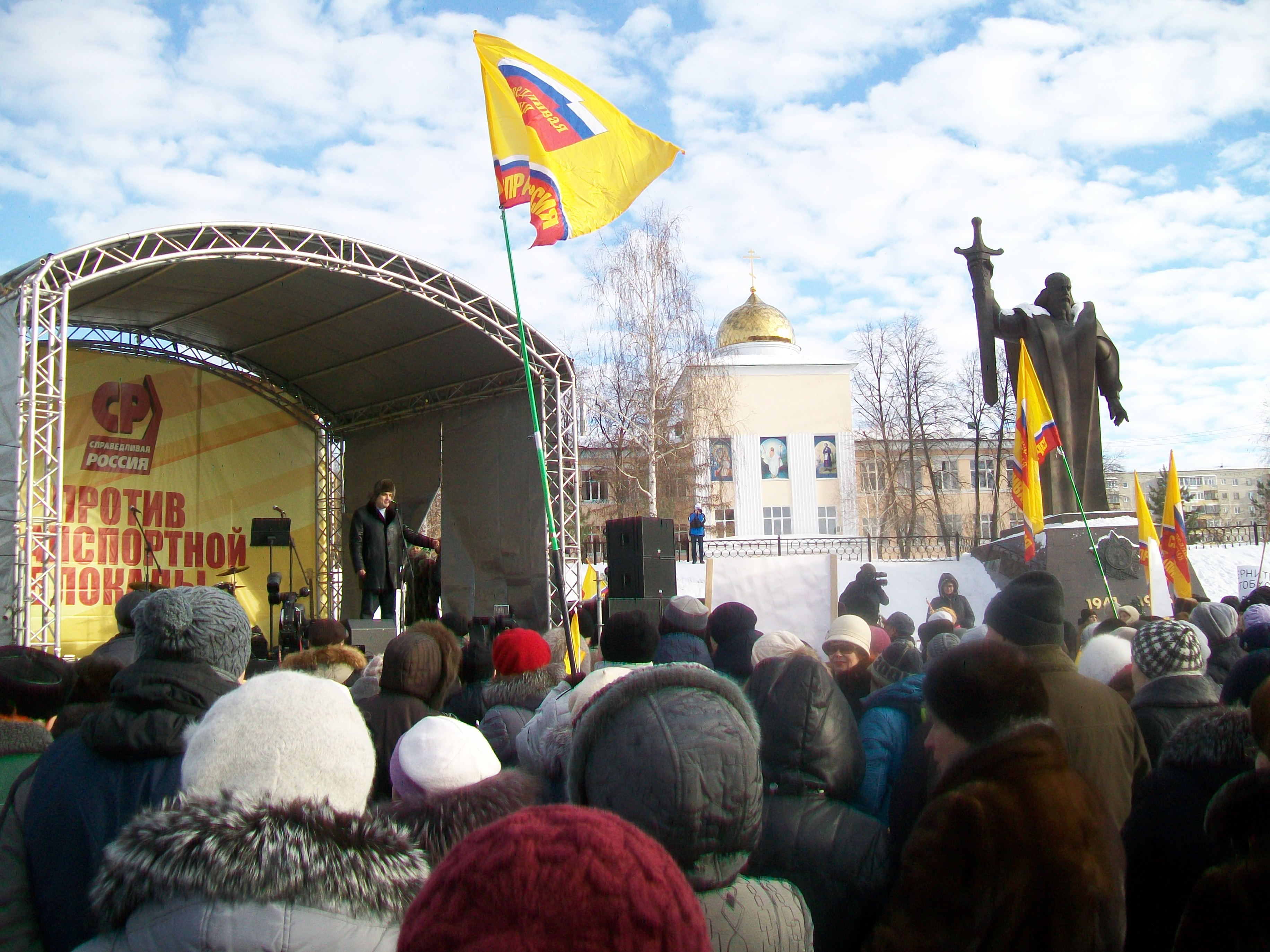
Митинг 31 января 2017 года против повышения платы за проезд и новой транспортной схемы

В 2017 году в Екатеринбурге должна была произойти масштабная реформа сети общественного транспорта (кроме метрополитена). С 1 июля 2017 года согласно постановлению Александра Якоба транспортная сеть Екатеринбурга должна была кардинальным образом измениться:
- Отменяются 113 из 139 действующих маршрутов общественного транспорта (87 автобусных, 18 трамвайных и 8 троллейбусных). Их заменят 45 новых автобусных маршрутов. При этом новые маршруты будут короткими, что приведет к необходимости частых пересадок;
- Отменяются все частные автобусы небольшой вместимости. В итоге количество автобусов в городе сокращается почти в три раза — с 1488 единиц до 510 единиц;
- Вводится повременная система оплаты проезда.

Значительная часть горожан оказалась недовольна реформой. Так, 30 и 31 января 2017 года в городе прошли протестные митинги. Петиция против новой транспортной схемы собрала на Change.org более 10 тыс. подписей.
После акций протеста было принято решение в целом отложить транспортную реформу до 2019 года. Однако некоторые моменты реформы реализуются уже в 2017 году. Согласно постановлению, подписанному Якобом 10 апреля 2017 года, с июля 2017 года отменяется ряд автобусных маршрутов.
В мае 2017 года Александр Якоб снялся в промо-ролике The Beatles Fest.

## Награды
За свои достижения был неоднократно награждён:
- 1986 — орден Трудовой Славы 3 степени[11].
- 2018 — почётный гражданин Свердловской области[12];
- 2019 — орден Дружбы[13].